# Campagnes de la guerre de Sécession
 (juillet 2022).
Si vous disposez d'ouvrages ou d'articles de référence ou si vous connaissez des sites web de qualité traitant du thème abordé ici, merci de compléter l'article en donnant les références utiles à sa vérifiabilité et en les liant à la section « Notes et références ».
Guerre de Sécession
Batailles
- Fort Sumter
- USS St. Lawrence
- Head of Passes
- Santa Rosa Island
- Port Royal

- Fort Pulaski
- 1er Pocotaligo
- Secessionville
- Simmon's Bluff
- Tampa
- St. Johns Bluff
- 2e Pocotaligo

- 1er Fort McAllister
- Wassaw Sound
- USS New Ironsides
- Fort Brooke

- Gainesville
- Olustee
- USS Housatonic
- Bataille de Mobile Bay
- Vernon

Natural Bridge
- Blocus de l'Union
- Incident du Trent
- Bataille de Cherbourg
- Incident de Bahia

Les campagnes de la guerre de Sécession regroupent en ensembles stratégiques cohérents du point de vue chronologique, géographique, militaire et historique, les manœuvres militaires et les combats de la guerre de Sécession. Chaque campagne résulte, le plus souvent, d'une stratégie délibérée de la part d'au moins un des belligérants et mobilise un nombre important d'unités et de moyens logistiques, dans la durée.
Un certain nombre de ces opérations (Prise du Mississippi ; Blocus de l'Union ; Campagne de Vicksburg ; Campagne de Burnside en Caroline du Nord...) est d'ailleurs issu d'une stratégie nordiste datant de 1861 : le fameux Plan Anaconda élaboré par le vieux Winfield Scott.

Il y a de nombreux désaccords sur la question du nombre mais selon un certain nombre de sources on compte 29 campagnes globalement connues et 64 raids majeurs(+le blocus de l'Union) durant la guerre de Sécession. Néanmoins, on peut aisément en dénombrer plus.

Frise chronologique des campagnes de la guerre de Sécession

Ces opérations sont traditionnellement présentées par ordre chronologique selon le théâtre d'opérations sur lequel elles se sont déroulées : 
- bas littoral et blocus de l'Union (opérations essentiellement navales) ;
- théâtre oriental (de l'Atlantique jusqu'aux Appalaches) ;
- théâtre occidental (des Appalaches jusqu'au Mississippi) ;
- théâtre trans-Mississippi (à l'ouest du Mississippi à l'exclusion des États bordés par le Pacifique) ;
- théâtre de la côte Pacifique.

La terminologie consacrée en la matière est celle du Service des parcs nationaux des États-Unis, qui administre les champs de bataille et les monuments liés à la guerre de Sécession, mais des variations peuvent exister, selon les historiens, concernant les combats qui se situent à la charnière de deux théâtres d'opérations ou de deux campagnes. Les engagements isolés, ainsi que certains raids n'entrant pas dans une stratégie identifiable, ne sont pas rattachés à des campagnes.

## Blocus de l'Union
Il s'agit d'actions qui se déroulent entre 1861 et 1865 au cours desquelles l'Union Navy a maintenu un effort massif sur la côte Atlantique et celle du Golfe du Mexique, auxquelles les États confédérés d'Amérique ont accès, dans le but d'empêcher le passage des marchandises, des approvisionnements, et des armes à destination et en provenance de ces derniers. Approuvé par Lincoln le 19 avril 1861, l'Union commissionna 500 navires qui détruisirent au total pas moins de 1 500 forceurs de blocus confédérés pendant la guerre. Le blocus fait partie du plan Anaconda proposé par Winfield Scott.

## Théâtre oriental

Campagnes du théâtre oriental
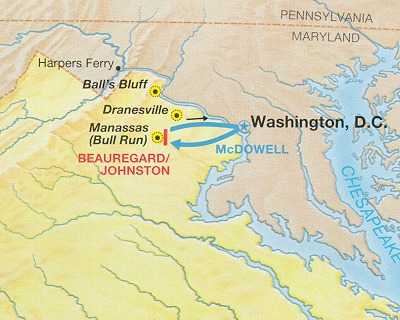
1861
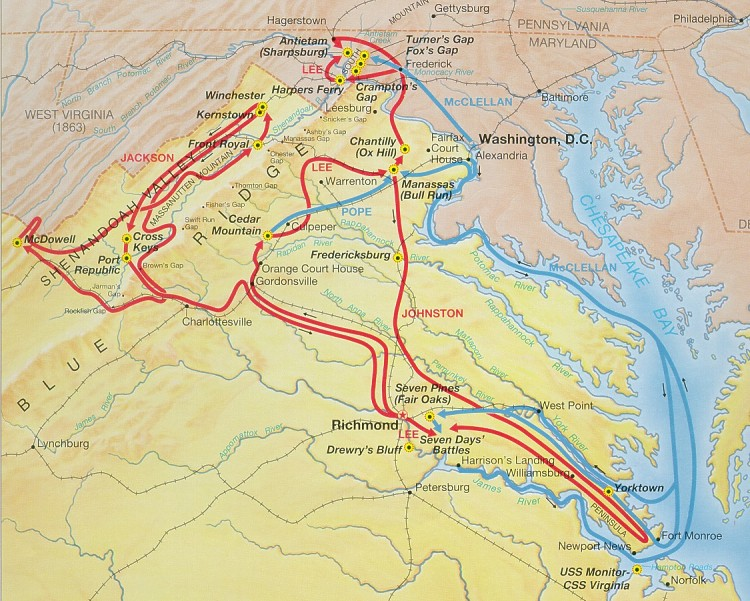
1862
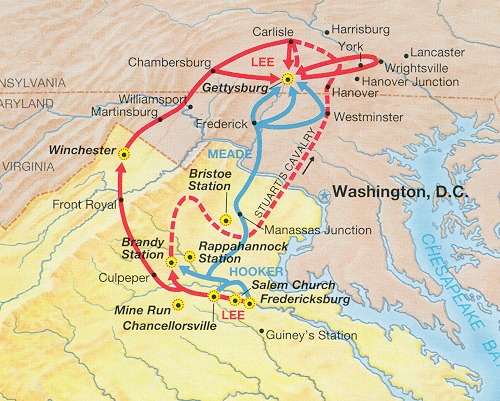
1863
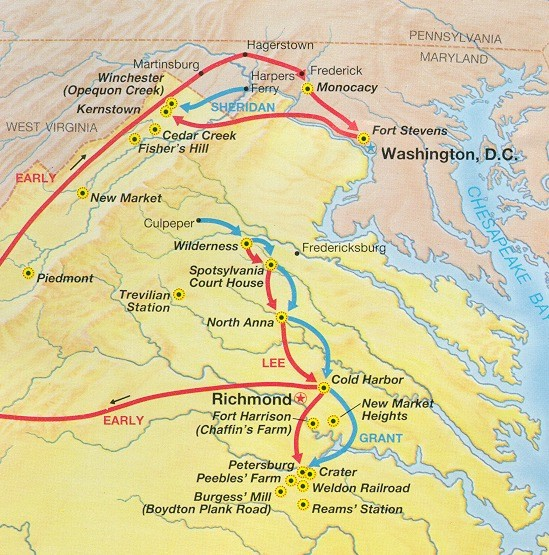
1864
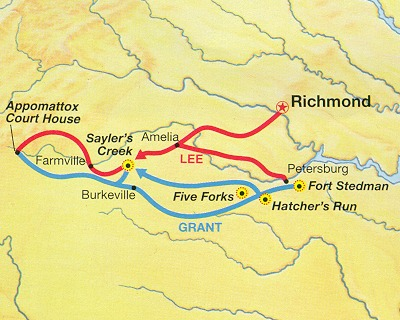
1865

### 1861
- Campagne de Virginie-Occidentale : De mai à décembre 1861, le major-général George B. McClellan envahit avec succès le nord-ouest de la Virginie (future "West Virginia", ou en français, Virginie-Occidentale).
- Campagne de Manassas : C'est la première grande campagne de la guerre de Sécession. Elle a lieu durant l'été de l'année 1861 et elle vise, pour l'Union à envahir la Virginie, voire de prendre la capitale sudiste : Richmond. Mais le major-général Irvin McDowell, chef de l'armée du Potomac perd à Manassas à la première bataille de Bull Run (ou Manassas) face à P.G.T. Beauregard et Joe Johnston.

### 1862
- Campagne de Burnside en Caroline du Nord : Entre février et juin 1862, le brigadier-général Ambrose E. Burnside envahit l'État de Caroline du Nord en passant par les côtes atlantiques et parvient à gagner le contrôle de l'est de l'État.

- Campagne de la Péninsule : L'Union commandée par le major-général George McClellan, nouveau chef de l'armée du Potomac, envahit de nouveau la Virginie l'été 1862 et envisage de prendre Richmond en passant par la péninsule de Virginie, à l'est de l'État. Après une avancée très lente des troupes de l'Union à cause de la prudence de McClellan, qui, avantagés par leur supériorité numérique remportent les premières batailles, le général d'armée sudiste Joseph E. Johnston est blessé à la bataille de Seven Pines et Robert Lee le remplace. La campagne dite des Sept Jours débute et McClellan, battu, fait retraite et Lee et Jackson n'arrivent pas à le rattraper.
- Campagne de la vallée de Jackson : En 1862, les troupes de l'Union sont concentrées dans la péninsule pour leur invasion de la Virginie et la légende sudiste Thomas J. Jackson, dit "Stonewall" Jackson, décide donc d'avancer vers le Nord pour éventuellement menacer le Maryland. Mais, l'Union rassemble en urgence plus de 60 000 hommes contre les 12 000 (bientôt 17 000) de Jackson et le sudiste fait l’exploit de battre ses adversaires largement plus nombreux et mieux armés et nourris.
- Campagne de Virginie Septentrionale : D'août à septembre 1862, le major-général John Pope (qui est rappelé du théâtre occidental) tente de faire jonction avec les troupes de l'Union, mais il perd à Manassas à la seconde bataille de Bull Run face au talentueux Jackson à cause de son insubordination et cette victoire confédérée est considéré comme le chef-d’œuvre opératif du général d'armée sudiste Robert E. Lee grâce à son idée risquée et victorieuse durant cette campagne[3].
- Campagne du Maryland : Après la seconde défaite à Manassas, le Sud commandé par Robert E. Lee a la voie libre pour attaquer pour la première fois un État de l'Union, le Maryland mais les confédérés sont repoussés par le major-général George B. McClellan et son armée du Potomac. Interceptés à proximité de Sharpsburg, les troupes sudistes livrent, lors de la bataille d'Antietam, le 17 septembre 1862, la journée de combat la plus sanglante de toute l'histoire des États-Unis, et unanimement considérée comme un tournant de la guerre de Sécession.
- Campagne de Fredericksburg : Poussé à l'offensive par Lincoln à la suite des échecs de McClellan, Burnside passe en Virginie, suit la rive nord de la Rappahannock et vient se placer en face de Fredericksburg. Il envisage de franchir la rivière et de diriger son attaque vers le sud pour menacer Richmond, la capitale rebelle. L'impressionnante préparation logistique que requiert cette opération laisse amplement le temps à Lee et à ses adjoints d'organiser leurs défenses. Lorsque les troupes de l'Union franchissent finalement la Rappahannock, le 13 décembre 1862, les Confédérés leur infligent une défaite écrasante à la bataille de Fredericksburg. La campagne s'achève le 26 janvier avec la "Mud March".

### 1863
- Campagne de Chancellorsville : Du 30 avril au 6 mai 1863, Joseph Hooker, surnommé "Fighting Joe", qui a remplacé Burnside à la tête de l'armée du Potomac après Fredericksburg, attaque l'armée de Virginie du Nord de Robert Lee avec 135 000 hommes contre 60 000 hommes mais se voit finalement infligé une défaite écrasante à la "Lee's perfect battle" (bataille de Chancellorsville) et perd la campagne peu de temps après.
- Campagne de Gettysburg : Après leur victoire lors de la bataille de Chancellorsville, le général confédéré Robert Lee et l'armée de Virginie du Nord, qu'il dirige, réussissent à déjouer la surveillance de l'Armée du Potomac commandée par Joseph Hooker puis — à partir du 28 juin — par George G. Meade, quittent Fredericksburg, en Virginie, remontent vers le nord par la vallée de Shenandoah, reprennent la ville de Winchester, franchissent le fleuve Potomac, et menacent les grandes villes nordistes : Harrisburg, Baltimore, Philadelphie et surtout Washington. Cependant, les Unionistes remontent vers le nord en hâte, et arrêtent l'avancée des Sudistes en soutenant leurs assauts lors de la décisive bataille de Gettysburg, qui se déroule du 1er juillet au 3 juillet 1863. L'élan sudiste est brisé. Lee se retire alors vers le Sud, traverse le Potomac entre le 13 et le  14 juillet, et parvient à ramener le reste de son armée en Virginie.
- Campagne de Bristoe : Le major-général nordiste George G. Meade, commandant l'armée du Potomac tente, sans succès, de défaire l'armée de Virginie du Nord, commandée par Robert Lee. Le mouvement tournant que lui opposent les Sudistes conduit Meade à se replier sur Centreville. Lee attaque Meade à Bristoe Station le 14 octobre, mais les pertes subies par deux de ses brigades l'obligent à se retirer. Meade le poursuit vers le sud, jusqu'à ce que les forces de l'Union buttent sur la tête de pont défensive des Confédérés le 7 novembre, à Rappahannock Station et repoussent ces derniers de l'autre côté de la rivière Rapidan. En dehors des combats d'infanterie, les cavaleries des deux armées s'affrontent à Auburn (une première fois le 13 octobre, une seconde fois le 14 octobre) et à Buckland Mills le 19 octobre.
- Campagne de Mine Run : Avec l'armée du Potomac commandée par George G. Meade, l'Union tente, encore une fois sans succès, de défaire l'armée de Virginie du Nord confédérée de Bobby Lee à la fin de l'année 1863. La campagne est marquée par des contretemps et occasionne peu de pertes.

### 1864
- Campagne terrestre : De mai à juin 1864, le lieutenant-général Ulysses S. Grant, général en chef de toutes les armées de l'Union, dirige les opérations de l'Armée du Potomac du major-général George G. Meade et d'autres forces contre l'Armée de Virginie du Nord du général confédéré Robert E. Lee. Bien que Grant subisse de terribles pertes et de multiples défaites tactiques au cours de cette campagne, elle est considérée comme une victoire stratégique de l'Union, qui poussa Lee à s'enfermer dans la ville assiégée de Petersburg.
- Campagne de Bermuda Hundred : Du 6 au 20 mai, le major-général Benjamin Butler, commandant, pour l'Union, de l'Army of the James, menace Richmond par l'est mais il est arrêté par les forces du général confédéré Pierre Gustave Toutant de Beauregard.
- Campagnes de la vallée de Shenandoah : De mai à octobre, l'Union notamment commandée par Philip Sheridan vainc les confédérées dans la vallée de Shenandoah en Virginie.
- Campagne de Richmond-Petersburg : Durant neuf mois (du 15 juin 1864 au 25 mars 1865), les forces de l'Union commandées par le général Grant tentent de prendre d'assaut la ville de Petersburg. Ils creusent un réseau de tranchées qui finit par atteindre la longueur de 30 miles (près de 50 km) à l'est et au sud de la ville. La place est stratégique, car elle ravitaille l'armée de Virginie du Nord du général Robert Lee, et la ville de Richmond. Lee finit par abandonner les deux villes en avril 1865.
- Première campagne de Wilmington : Wilmington, en Caroline du Nord, est le dernier port confédéré majeur sur la côte Atlantique. Pour s'en emparer, le fort Fisher devait tomber. Dès lors, durant le mois de décembre 1864, Benjamin F. Butler tente, sans succès, de s'emparer du fort.

### 1865
- Seconde campagne de Wilmington : Après l'échec de Butler, c'est Alfred H. Terry qui est chargé de prendre le fort Fisher. Le 15 janvier, c'est chose faite. John M. Schofield affronte ensuite Braxton Bragg lequel doit céder Wilmington le 22 février.

- Campagne d'Appomattox : En avril 1865, l'armée de Virginie du Nord est battue à la troisième bataille de Petersburg, à Five Forks, Sayler's Creek ou encore Appomattox Court House. Le général confédéré Robert E. Lee, son commandant, est contraint de se rendre le 9 avril auprès du général Ulysses S. Grant. Si cet évènement ne marque pas la fin des combats, beaucoup le considère comme la fin de la guerre de Sécession.

## Théâtre occidental

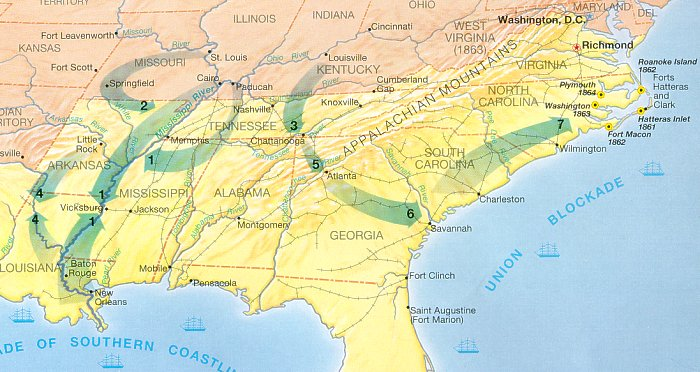
Stratégie générale de l'Union sur le théâtre occidental de la guerre de sécession
1 - Prise du Mississippi (1861-1863)
2 - Prise du Missouri (1861-1862)
3 - Campagne de Chattanooga (1861-1863)
4 - Campagne de la Red River (1864)
5 - Campagne d'Atlanta (1864)
6 - Campagne de Savannah (1864)
7 - Campagne des Carolines (1865)

Campagnes du théâtre occidental
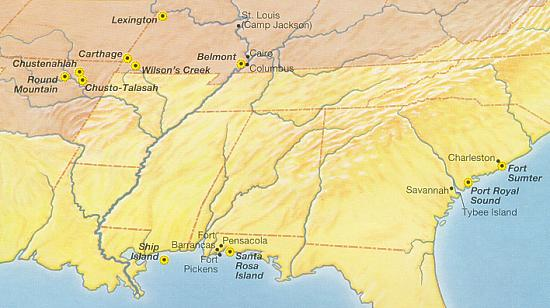
1861
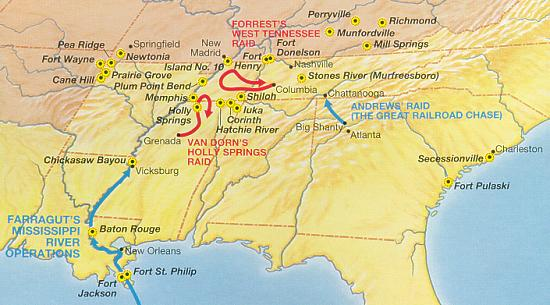
1862
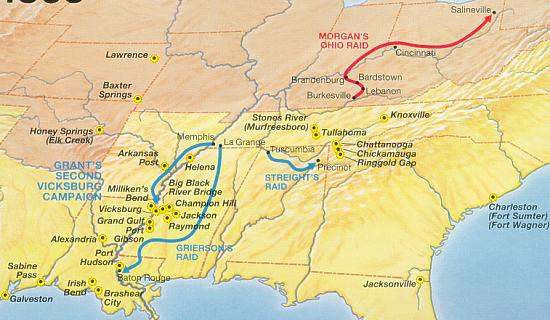
1863
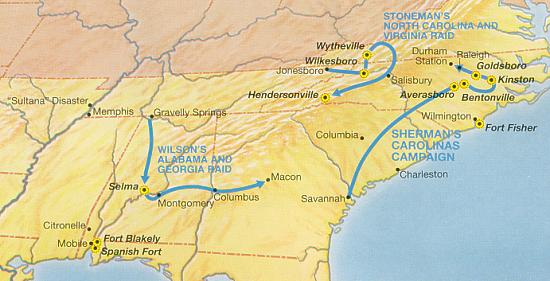
1865

### 1861-1862
- Campagne de Shiloh : Le 7 novembre 1861, la première campagne du théâtre ouest débute avec la bataille de Belmont (défaite de l'Union d'Ulysses S. Grant). Les yankees remontèrent vers Paducah, puis prennent le contrôle des forts Henry et Donelson en février 1862. Du 6 au 7 avril, la bataille de Shiloh au Tennessee fait rage. Albert S. Johnston, commandant confédéré est tué le premier jour de combats et est remplacé par Beauregard qui finit par perdre la bataille le 7 avril contre Grant et Buell. Sur ce, les nordistes assiègent la ville de Corinth au nord du Mississippi. La campagne est un succès majeur, mais meurtrier de l'Union.
- Campagne du Kentucky : Du mois de juin au mois d'octobre, les forces confédérées conduites par les généraux Braxton Bragg et Edmund Kirby Smith lancent une série de manœuvres pour déborder l'armée nordiste de l'Ohio commandée par le major-général Don Carlos Buell et faire basculer l'État tampon du Kentucky du côté confédéré. En dépit des premiers succès des Confédérés, leurs progrès s'essoufflent après la bataille de Perryville et ils durent abandonner le Kentucky pour le restant de la guerre.
- Campagne de Vicksburg : Dès le 5 décembre 1862, Ulysses S. Grant, commandant de l'Armée du Tennessee, entreprend de nombreux plans pour s'emparer de Vicksburg mais ils échouent. Finalement, les canonnières de l'Union et des transports de troupes se glissent sous le feu des batteries de la ville-forteresse et rejoignirent les hommes de Grant qui avaient progressé par voie de terre depuis la rive de Louisiane. Les 29 et 30 avril 1863, l'armée de Grant traverse le Mississippi et débarque à Bruinsburg (Mississippi). Un plan élaboré de diversion détourne l'attention des Confédérés et le débarquement se déroule sans opposition. Pendant les 17 jours qui suivent, Grant fait manœuvrer son armée vers l'intérieur des terres, remporte cinq batailles, capture Jackson, la capitale de l'État du Mississippi, donne l'assaut à Vicksburg et met le siège devant la ville. Après la reddition de Pemberton, le 4 juillet (au lendemain de la victoire de l'Union à Gettysburg), et celle de Port Hudson, prise par le major-général Nathaniel P. Banks le 9 juillet, les États du Texas et de l'Arkansas se trouvèrent coupés du reste de la Confédération. Le cours du Mississippi était à nouveau libre, jusqu'au golfe du Mexique, pour le commerce des États du Nord et le ravitaillement des armées de l'Union.
- Campagne de la Stones River : Du 7 décembre 1862 au 2 janvier, l'armée du Cumberland commandée par William S. Rosecrans affronte celle du Tennessee commandée par Braxton Bragg. À l'issue de la campagne, après la bataille de la Stones River, les confédérés de Bragg retraitent.

### 1863
- Campagne de Tullahoma : Au cours de l'été 1863, William S. Rosecrans affronte de nouveau Braxton Bragg au Tennessee. Il en sort encore victorieux.
- Campagne de Chickamauga : La campagne (21 août - 20 septembre) débute brillamment pour le commandant nordiste William S. Rosecrans, puisque ses troupes occupent la ville stratégique de Chattanooga (Tennessee) et forcent leurs adversaires Confédérés à se retirer dans le nord de la Géorgie. Mais la contre-attaque confédérée à la Chickamauga obligea Rosecrans à battre en retraite et à s'enfermer dans Chattanooga, permettant aux Sudistes d'organiser le siège de la ville.
- Campagne de Chattanooga : Le major-général Ulysses S. Grant emmène des renforts pour aider l'armée du Cumberland, assiégée à Chattanooga. Au bout de plus de deux mois d'intenses combats, le 25 novembre, l'Union remporte la victoire.
- Campagne de Knoxville : Durant l'automne 1863, le major-général Ambrose E. Burnside tente sans réel succès, de s'emparer de Knoxville au Tennessee défendu par James Longstreet.

### 1864
- Campagne d'Atlanta : Le major-général nordiste William T. Sherman envahit la Géorgie en mai 1864 et y affronte les troupes confédérées du général Joseph E. Johnston. L'armée du Tennessee (Confédérée) commandée par Johnston recule vers le sud en direction d'Atlanta, tandis que les forces de Sherman la poursuivent en enchaînant, sur ses ailes, des manœuvres de débordement. Au mois de juillet, le président confédéré remplace Johnston par John Bell Hood, estimé plus combatif. Celui-ci défie les armées nordistes en lançant contre elles plusieurs assauts frontaux et meurtriers. L'armée de Hood se retrouve finalement assiégée dans Atlanta et la ville se rend le 2 septembre.
- Campagne de Franklin-Nashville : Durant l'automne 1864, le lieutenant-général confédéré John Bell Hood tente de se réemparer du Tennessee mais le major-général George H. Thomas parvient à le vaincre et à remporter la campagne deux jours après Noël.
- Campagne de Savannah : Les troupes de Sherman quittent Atlanta (Géorgie), après s'en être emparés. Elle se termine, le 21 décembre, avec la prise du port de Savannah (Géorgie). Dans leur avancée, les troupes de Sherman détruisent des objectifs militaires, des infrastructures, des installations industrielles et des propriétés privées, ruinant l'économie du Sud et son réseau de transport. Le choix de Sherman de frapper profondément au cœur du territoire confédéré sans se préoccuper de ses lignes de ravitaillement est considéré comme révolutionnaire dans les annales de l'art militaire.

### 1865
- Campagne des Carolines : En janvier 1865, le major-général nordiste William Tecumseh Sherman lance son armée vers le nord en partant de Savannah, dont il s'est emparé au mois de décembre précédent, au terme de sa destructrice marche vers la mer à travers la Géorgie. Il traverse les deux Carolines, avec l'intention d'effectuer la jonction avec les forces de l'Union en Virginie. La défaite de l'armée confédérée de Joseph E. Johnston à la bataille de Bentonville en mars, et la reddition de Bennett Place en avril, consacre la perte de la dernière grande force combattante de la Confédération.

## Théâtre trans-Mississippi

Opérations sur le théâtre trans-Mississippi de la guerre de Sécession.

### 1861-1863
- Campagne du Trail of Blood on Ice : En décembre 1861, les Amérindiens pro-unionistes, commandés par le chef Opothleyahola, des Upper Creeks, se frayent un chemin vers le nord à partir du Territoire Indien (sous contrôle confédéré) jusqu'à Fort Row, au Kansas. Ils font face à des attaques continuelles des forces confédérées sous le commandement du colonel Douglas H. Cooper. Les confédérés remportent la victoire aux batailles de Chusto-Talasah et Chustenahlah.
- Campagne du Nouveau-Mexique : Partis de Fort Bliss, au Texas, les confédérés remontent vers le nord la vallée du Rio Grande. Malgré leur victoire à Valverde, ils ne peuvent se rendre maîtres de Fort Craig, principale place nordiste de la région, et continuent vers Santa Fe qu'ils investissent le 13 mars 1862. Voulant attaquer Fort Union, dans la vallée du Pecos, ouvrant la voie aux grandes plaines de l'Est des montagnes Rocheuses, ils se heurtent aux nordistes à Glorieta Pass. Vainqueurs, ils sont tout de même obligés de se replier, à la suite de la destruction de leur convoi de ravitaillement, et de regagner le Texas et de laisser leurs gains territoriaux et l'Arizona confédéré aux mains des yankees.
- Campagne de Little Rock : D'août à septembre 1863, des forces de l'Union commandés par Frederick Steele ont capturé la ville de Little Rock en Arkansas.

### 1863-1865
- Campagne de Camden : Le major-général Frederick Steele et son armée de l'Arkansas devaient se porter sur Shreveport, où ils rejoindraient une expédition amphibie conduite par le général Nathaniel Prentice Banks et le vice-amiral David Dixon Porter, dont les forces devaient remonter la vallée de la Red River ; une fois réunies, les troupes de l'Union devaient frapper au Texas. Mais les deux branches de l'armée nordiste ne convergent jamais et les colonnes de Steele essuyèrent de terribles pertes lors d'une série de batailles contre les confédérés de Sterling Price et Edmund Kirby Smith.
- Campagne de la Red River : Cette campagne a lieu du 10 mars au 22 mai 1864 et se conclut par une défaite des 30 000 hommes de l'Union commandés par Nathaniel P. Banks contre les 10 000 de Richard Taylor.

## Théâtre du bas littoral
- Première campagne de Bayou Teche : En mars 1863, Nathaniel P. Banks, basé près de la Nouvelle-Orléans, voulait repousser les forces confédérées dans l'ouest de la Louisiane et sécuriser une route pour se connecter avec le fleuve Mississippi au nord de Port Hudson tenu par les Confédérés. Utilisant une force combinée d'infanterie et de navires de la marine de l'Union, Banks avance dans le Teche, faisant face aux confédérés de Richard Taylor. Banks remporte les batailles de Fort Bisland et d'Irish Bend. Taylor s'étant retiré de la région de Teche, Banks a pu capturer plusieurs forts.
- Campagne de Port Hudson : En 1862, David Farragut, Ben Butler, Nathaniel Banks ou encore David D. Porter attaquent la Louisiane par la mer afin de prendre le contrôle du fleuve Mississippi. Ils prennent le contrôle de La Nouvelle-Orléans en avril 1862, plus grande ville confédérée et continuent leur avancée en Louisiane et au Mississippi jusqu'au 9 juillet 1863 avec la victoire de l'Union au siège de Port Hudson.
- Seconde campagne de Bayou Teche : Dans la seconde moitié de 1863, Nathaniel P. Banks reçut l'ordre de prendre pied au Texas. Sa première tentative avait été repoussée lors de la seconde bataille de Sabine Pass. En octobre, il ordonne aux troupes du major-général William B. Franklin de se déplacer vers le nord-ouest depuis la Nouvelle-Ibérie et la région de la baie de Berwick pour sonder la route terrestre vers le Texas. La difficulté de la route, la résistance des confédérés et le succès d'une opération côtière au Texas conduisent à l'arrêt de l'avance de Franklin.
- Campagne de Mobile : Au printemps 1865, l'armée du Mississippi occidental tente de prendre Mobile en Alabama. Les victoires à Spanish Fort et Fort Blakeley permirent la prise de la ville.

## Raids de cavalerie
Certains raids s'inscrivent dans des campagnes de la guerre de Sécession ; d'autres, sont indépendants.

### Théâtre oriental
- Raid de Stoneman (1863)
- Raid de Wilson-Kautz (1864)

### Théâtre occidental
- Raid de Newburgh (1862)
- Raid de Holly Springs (en) (1862)

- Raid de Forrest au Tennessee-occidentale (1862)
- Raid de Hines (1862)
- Raid de Grierson (1863)
- Raid de Morgan (1863)
- Raid de Wheeler (en) (1863)
- Raid de Wilson (1865)

### Théâtre trans-Mississippi
- Raid de Price (1864)